# Carl Gustaf Tessin

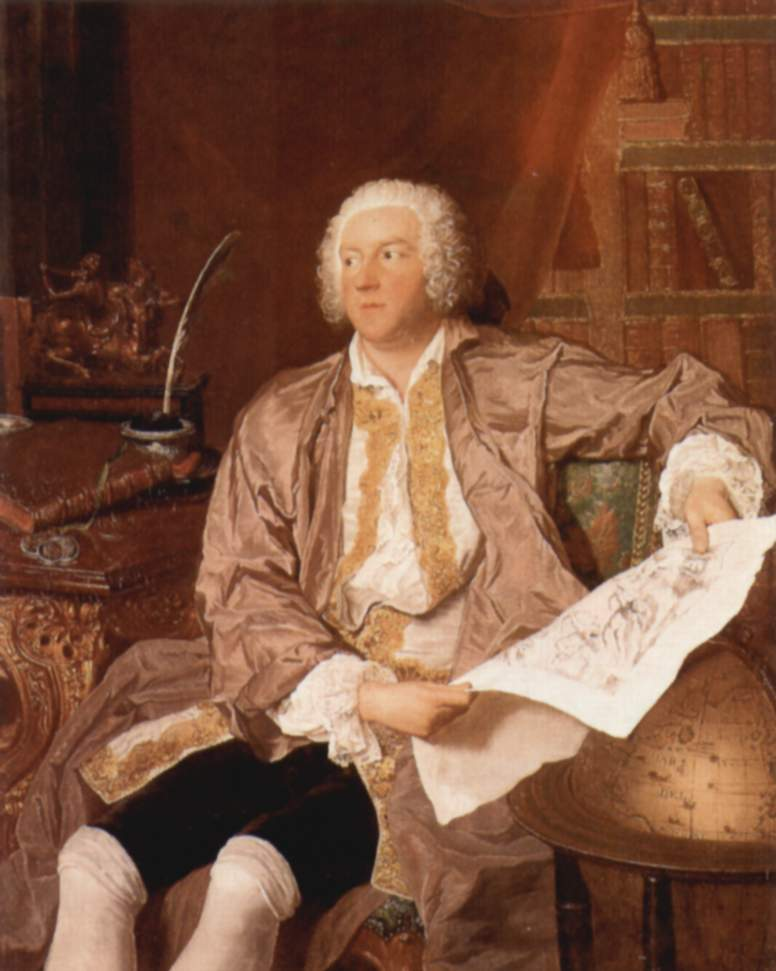
Carl Gustaf Tessin, jako ambasador Szwecji w Paryżu namalowany przez François Bouchera (ok. 1740)

Carl Gustaf Tessin (ur. 5 września 1695 w Sztokholmie, zm. 7 stycznia 1770 na zamku Åkerö) – szwedzki polityk, hrabia.

## Życiorys
Ojcem Tessina był architekt Nicodemus Tessin młodszy. Jego pochodzenie było w połowie arystokratyczne (ze strony matki), a w połowie mieszczańskie (ze strony ojca). Rodzina ojca wydała wielu artystów; malarzy i architektów. Karierę polityczna rozpoczął w 1723, gdy został członkiem partii „holsztyńskiej”, tzn. polityków opowiadających się za kandydaturą ks. Holsztynu Karola Fryderyka na tron szwedzki.
Tessin został w 1725 ambasadorem szwedzkim w Wiedniu (do 1726), gdzie pokrzyżował plany Arvida Horna i prorosyjskiej „partii czapek” przystępując do antyrosyjskiego Sojuszu Hanowerskiego. Tessin opowiadał się bowiem po stronie „partii kapeluszy” (Hattpartiet).
Podczas sesji Riksdagu w 1726-1727 i 1731 gwałtownie zaatakował politykę Rządu Horna.
W latach 1734-1745 był znów ambasadorem w Wiedniu, w 1739-42 w Paryżu, w 1743 w Kopenhadze, a w 1744 w Berlinie (do 1746), dokąd przybył by towarzyszyć nowej królowej Szwecji Luizie Ulryce Pruskiej do Sztokholmu. Od 1747 stał na czele rady królewskiej.
Był człowiekiem bardzo dobrze wykształconym, zwłaszcza w teorii politycznej. Znakomicie znał dzieła Woltera, markiza d’Argensona i Monteskiusza. Członek Królewskiej Szwedzkiej Akademii Nauk.

## Publikacje
- Tessin och Tessiniana (1st ed. Stockholm, 1819), autobiographical extracts from Tessin’s voluminous manuscript Memoirs in 29 volumes.
- K. G. Tessins Dagbok (Stockholm, 1824), further extracts from the same.
- En gammal mans bref til en ung Prins (Stockholm, 1753; English editions, 1755 and 1756), skierowany do swego ucznia księcia Gustawa (Gustaw III).